# Tricimba setosa
Tricimba setosa är en tvåvingeart som beskrevs av Lamb 1918. Tricimba setosa ingår i släktet Tricimba och familjen fritflugor. Inga underarter finns listade i Catalogue of Life.